# 하포뇰
하포뇰(일본어: ハポニョール, 스페인어: japoñol)은 중남미의 일본계 사람이 많은 나라에서 사용되는 언어이다. 스페인어에다가 일본어 어휘를 차용한 형태이다. 중남미는 특히 오키나와 출신의 이민이 많아서 오키나와어에서 유래된 어휘도 많아 100여개 남짓한 단어가 있다고 전해진다.

## 어휘

### 명사
- uchinamoya(우치나모야) - 카차-치(カチャーシー(오키나와의 전통춤)). 또는 그 노래. ← 오키나와어: 「ウチナー」 우치나(오키나와)＋「モーヤー」 모야(춤)
- zanguió(장교) - 잔업.[1] 중남미 스페인어에서 z은 s와 같은 발음이나 이 경우에는 유성음으로 zangyo라고 발음한다.
- dekasegui(데카세기) - 외지돈벌이. 「se」에 악센트가 있어서 데카세기처럼 발음한다.[2]

### 동사
동사는 스페인어로 사용될 수 있도록 형태를 바꾼다. 일본어 동사에 「일본어: ・・・て」를 접속한 형태로 바꾼뒤 -ar를 부가하여 규칙동사로 만든다.
- gambatear(감바테아르) - 힘내다.[3]
  - 현재형의 활용: Yo gambateo, tú gambateas, él/ella gambatea, nosotros gambateamos, ellos/ellas/ustedes gambatean
- yametear(야메테아르) - 그만두다, 사직하다.[4]
- kimetear(키메테아르) - 결정하다.

### 기타
- karí(카리) - 건배！← 오키나와어: 「カリー」 카리